# Leptopternis
Leptopternis is een geslacht van rechtvleugeligen uit de familie veldsprinkhanen (Acrididae). De wetenschappelijke naam van dit geslacht is voor het eerst geldig gepubliceerd in 1884 door Saussure.

## Soorten
Het geslacht Leptopternis omvat de volgende soorten:
- Leptopternis gracilis Eversmann, 1848
- Leptopternis iliensis Uvarov, 1925
- Leptopternis maculata Vosseler, 1902
- Leptopternis rothschildi Bolívar, 1913
- Leptopternis vosseleri Bolívar, 1914